# El Combate (Pontevedra)
El Combate va ser un periòdic quinzenal que es va publicar a Pontevedra entre 1899 i 1900.
Subtitulat Semanario republicano, aparegué el 19 de març de 1899. Tenia com a lema: "La verdad regula la justicia y ésta la libertad, la igualdad, la solidaridad y la democracia". Es publicava els diumenges amb una periodicitat quinzenal. Era dirigit per Vicente García Temes, que fou processat per desacatament en setembre de 1899, ocupant la direcció Joaquín Poza Cobas. Entre els seus col·laboradors figuraren Severino Pérez Vázquez (qui també en fou director durant un tempa), José Juncal Verdulla i Emiliano Iglesias Ambrosio. Cessà la seva edició poc després del 30 de desembre de 1900.